# Marcel de Lincé
Marcel de Lincé, né en 1886 à Oupeye et mort en 1957 à Seraing, est un peintre et dessinateur belge.

## Biographie
Ses parents sont originaires du pays de Herve. Il se forme d'abord à l'école Saint-Luc, de Liège puis à l'Académie royale des beaux-arts de Liège entre 1910 et 1913, où il est l'élève d'Adrien de Witte et d'Émile Berchmans,,,. Il reçoit également des conseils du peintre Jean Ubaghs,,. Il est membre du cercle d’art « L’Envol », qui est actif de juillet 1920 à avril 1925, créé par Edmond Delsa afin de promouvoir la peinture wallonne, au coté d’artistes comme Camille Bottin, Marcel Caron, Robert Crommelynck, Joseph Delfosse, Adrien Dupagne, Élysée Fabry, Marcel Goossens, Richard Heintz, Marcel Jaspar, Joseph Koenig, Auguste Mambour, Emmanuel Meuris et Albert Raty,,. De 1922 à 1923, il voyage et peint en Zélande, en Italie et au Portugal,,,. Il voyage aussi plusieurs fois en France. Il décède en 1957,, (ou 1958 selon certaines sources,,) à Seraing.

## Œuvre
Il réalise principalement des peintures et des dessins et se centre surtout dans des genres comme le paysage, les marines et les portraits,. Ses œuvres, souvent réalisées dans la région liégeoise, révèlent pour la plupart une technique impressionniste et pointilliste,,.
Des œuvres de Marcel de Lincé sont présentes dans les collections du musée de l'Art Wallon (La Boverie),, du Musée Wittert, du Musée de la Vie wallonne et des collections artistiques de la Province de Liège.

## Expositions
Il expose au Cercle royal des Beaux-Arts de Liège de 1919 à 1954, et réalise également des expositions à Anvers, Bruxelles, Gand, Liège, Metz et Namur.
- 1933 : Le Visage de Liège, du 23 septembre au 23 octobre, Palais des Beaux-Arts, Liège[6].
- 1964 : 125e anniversaire de l'Académie royale des Beaux-Arts, du 11 avril au 10 mai, Musée des Beaux-Arts, Liège[16].
- 1992 : Le Cercle royal des Beaux-Arts de Liège 1892-1992, du 18 septembre au 20 avril 1993, Cercle royal des Beaux-Arts, Liège[2].
- 2011 : Atelier d'artistes... disparus, du 29 octobre au 27 novembre, Rue Saint Léonard 315, Liège[17].
- 2012 : La Spiritualité, du 9 juin au 1er juillet, Rue des Prémontrés 38, Liège[18].
- 2013 : La Meuse dans l'École liégeoise du paysage, du 30 juin au 28 juillet, Rue du Collège 31, Visé[19] ; L'École liégeoise du paysage à Saint-Hubert, du 22 octobre au 8 novembre, Place de l'Abbaye 12, Saint-Hubert[20].
- 2014 : Dictionnaire des peintres de l'École liégeoise du paysage, du 2 au 31 août, Rue des Prémontrés 38, Liège[21].
- 2015 : Salon de Nöel au bureau, du 10 décembre au 3 janvier 2016, Rue Henri Vieuxtemps 13, Liège[22].
- 2018 : École Liégeoise du Paysage (1880-1950), du 1er août au 2 septembre, Rue de l'Église, Fléron[23].

## Prix et distinctions
- 1933 : nommé officier de l'Académie royale des sciences, des lettres et des beaux-arts de Belgique[2].

## Réception critique
« La caractéristique de l'art de Marcel de Lincé et la vraie marque de son talent, c'est un doux panthéisme. Il aime la nature, lui soumet ses forces et sa volonté, la sert pour elle-même, met tout son art à la solliciter, à l'écouter murmurer doucement, à deviner ses plus intimes secrets. [...] Cet artiste modeste, sincère et travailleur, qui célèbre sur un mode persuasif qui lui est propre, la simple beauté des jours de chez nous, édifie une œuvre qui mérite considération et à laquelle le musée de Namur a rendu hommage en acquérant, en 1927 une excellente toile La Vallée de l'Aisne. »

— Jules Bosmant